# أفريك ماغازين
أفريك ماغازين (بالفرنسية: Afrique Magazine) هي مجلة شهرية دولية تصدر باللغة الفرنسية من باريس من قبل شركة أفريك ماغازين أنترناسيونال (Afrique Magazine International) وتختص بالقارة الأفريقية. تم انشائها منذ ديسمبر 1983 من قبل مجموعة جون أفريك (Groupe Jeune Afrique) وانتقلت ملكيتها في جانفي 2006 إلى زياد ليمام. وتعتبر المجلة من المجلات الشهرية المهتمة بأفريقيا الأكثر انتشارا وتتوجه إلى قرّاء حضّر ونشيطيين. وعلى غرار كبرى المجلات الأمريكية تتوخّى المجلة تنويع المواضيع وتعالج مواضيع المجتمع والثقافة والسياسة في آن واحد.

## التاريخ
تأسست شهرية أفريك ماغازين (أأم) AM في ديسمبر 1983 كملحق لمجلة جون أفريك الأسبوعية. وتم بيع 50.000 عدد منذ العدد الثاني.
في سنة 2006، استقلت مجلة أأم (AM) عن مجموعة جون أفريك. وأصبحت تنشر من قبل شركة أأم أنترناسيونال (AM International)

## المسؤولون والمتعاونون
- زياد ليمام، الرئيس المدير العام ورئيس التحرير
- إمانويال بونتيي، صحفية
- آمنة بن جمعة، صحفية (تكتب عن تونس ومقيمة بها)